# 氫氣
氢气是氢元素标准状况下以气态形式存在的物质，化学式为H2，由两个氢原子构成，又称分子氢。氢气是最轻的气体，可用于氣球填充中，但后来因其浮力而使用的氢气被逐渐替换为危险性较小的不可燃气体氦气。氢气也曾用于肉制品的保鲜。氢气的英语hydrogen来自希腊语的（水）和（产生），即产生水的物质；而中文氢气来自“轻气”。

## 历史
最先记录氢气制备的科学家是帕拉塞尔斯，他将硫酸倒至铁粉上发现了这种气体，但当时他并不知道实验中放出的气体的具体性质。后来，英国科学家亨利·卡文迪什用不同的金属重复了帕拉塞尔斯的实验，发现产生的气体和空气不同，其密度小且可燃，他称这种气体为“可燃性空气”，并发现其燃烧生成水。法国化学家拉瓦锡确认了卡文迪什的发现，提出用“氢气”（hydrogène）一词来取代“可燃性空气”。

## 結構
氫氣分子由兩個氫原子透過一個σ鍵組成，鍵長約74.14 pm。基態之氫氣分子的σ鍵由兩個氫原子分別貢獻一個1s軌域的電子參與鍵結，並形成σ軌域。而氫分子以及其陽離子（H2+陽離子）因為結構簡單，而成為科學家在研究化學鍵本質時所用的重要對象。早在量子力學發展成熟整整半個世紀以前，詹姆斯·克拉克·馬克士威就觀察到了氫氣分子的量子效應。他注意到，H2的熱容量在低於室溫的溫度下，開始偏離雙原子氣體的性質，在極低溫下更像單原子氣體。根據量子理論，這一現象源自於分子旋轉能級之間的間距。在質量尤其低的H2分子中，能級之間的間距特別大。在低溫下，較大的能級間距使得熱量無法均分到分子的旋轉運動上。由更重的原子所組成的雙原子氣體會有較小的能級間距，所以在低溫下不呈現這種現象。

### 哈密顿算符
氫氣分子在哈密顿算符中可以表示為：
{\displaystyle {\hat {H}}=-{\frac {\hbar ^{2}}{2M}}\Delta _{R_{1}}-{\frac {\hbar ^{2}}{2M}}\Delta _{R_{2}}-{\frac {\hbar ^{2}}{2m}}\Delta _{r_{1}}-{\frac {\hbar ^{2}}{2m}}\Delta _{r_{2}}+{\frac {e^{2}}{|\mathbf {R} _{1}-\mathbf {R} _{2}|}}+{\frac {e^{2}}{|\mathbf {r} _{1}-\mathbf {r} _{2}|}}}
{\displaystyle -{\frac {e^{2}}{|\mathbf {R} _{1}-\mathbf {r} _{1}|}}-{\frac {e^{2}}{|\mathbf {R} _{1}-\mathbf {r} _{2}|}}-{\frac {e^{2}}{|\mathbf {R} _{2}-\mathbf {r} _{1}|}}-{\frac {e^{2}}{|\mathbf {R} _{2}-\mathbf {r} _{2}|}}},
其中M為質子的質量、m為電子的質量、{\displaystyle \mathbf {R} _{i}}為原子核的座標、{\displaystyle \mathbf {r} _{i}}為電子的座標。

### 分子軌域

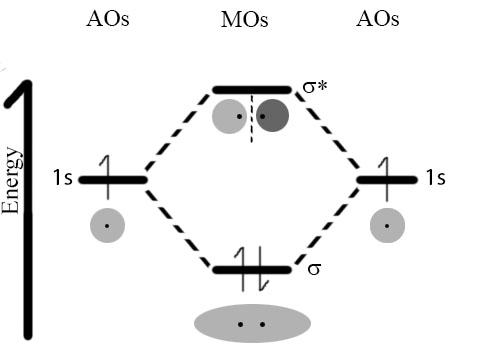
H2 Molecular Orbital Diagram

氫氣分子是最小、結構最簡單的分子，由兩個氫原子透過一個σ鍵組成，鍵長約74.14 pm。由於每個氫原子都有1個1s軌域電子，因此，2個氫原子各用一個1s軌域的電子參與鍵結。在分子軌域圖中，其可以表示如右圖，其中左側和右側為原本的原子軌域、中間是鍵結後對應的分子軌域、左側坐標軸的縱軸代表軌域的能量、並用箭頭表示該軌域中的電子，箭頭方向表示電子自旋的方向。
當2個s軌域端對端重疊後，所形成的分子軌域為σ軌域，當電子填入氫氣分子的σ軌域時，電子出現機率最高之處位在兩個氫原子核中心連線中間的位置。
相反的，兩個1s軌域也有可能是以反向的方式結合，其所形成的波則互相干涉抵消，而形成反鍵軌域，稱為σ*軌域，電子填入σ*軌域時，電子出現在兩個氫原子核中心連線中間位置的機率降為0，因此形成一個波節。σ*軌域的能量比σ軌域高，因此在基態的情況下，電子填入氫氣分子的分子軌域時，不會優先填到這個軌域。
在分子軌域理論中，氫氣的電子排佈為1σg2，其鍵級為(2-0)/2 = 1。其光電子譜在16至18eV之間有一組多重峰。
電子填入氫氣分子的分子軌域時會先從低能量的σ軌域開始填，而σ軌域可以容納2個電子，氫氣分子共有兩個電子，因此電子在基態的氫氣分子將會填滿σ軌域。

### 自旋異構體
雙原子氫分子有兩個原子核相對自旋不同的自旋異構體。其中正氫的兩個質子自旋平行，形成三重態，分子自旋量子數為1；仲氫的兩個質子自旋反平行，形成單重態，分子自旋量子數為0。在標準溫度和壓力下，氫氣含74.87%正氫和25.13%仲氫。正氫和仲氫的平衡比例受溫度影響，但由於正氫屬於激發態，而非穩定態，所以無法純化分離出來。在極低溫度下，處於平衡狀態的氫幾乎完全由仲氫組成，如在25K下仲氫的含量為99.01%；隨著溫度的升高，正氫和仲氫的平衡比例趨向于3:1。純正氫在液態和氣態時的熱力屬性與混合態截然不同，這是因為兩者在旋轉熱容上有很大的差異。其他含氫分子和官能基也有正、仲之分，例如水和亞甲基，但它們在熱力屬性上的差別極小。
在沒有催化劑的情況下，正氫和仲氫之間的轉換速率隨著溫度的升高而增加，所以急速冷卻的氫會含有高比例的正氫，且這些正氫會非常緩慢地轉變為仲氫。氫在冷卻後的正、仲比例對液氫的製備和儲存十分重要：正氫向仲氫的轉化是一個放熱過程，其產生的熱量足以使一部份液氫蒸發並流失出去。在氫冷卻過程中協助正、仲氫轉化的催化劑有：三氧化二鐵、活性炭、鉑石棉、稀土金屬、鈾化合物、
三氧化二鉻及某些鎳化合物等等。

## 制备

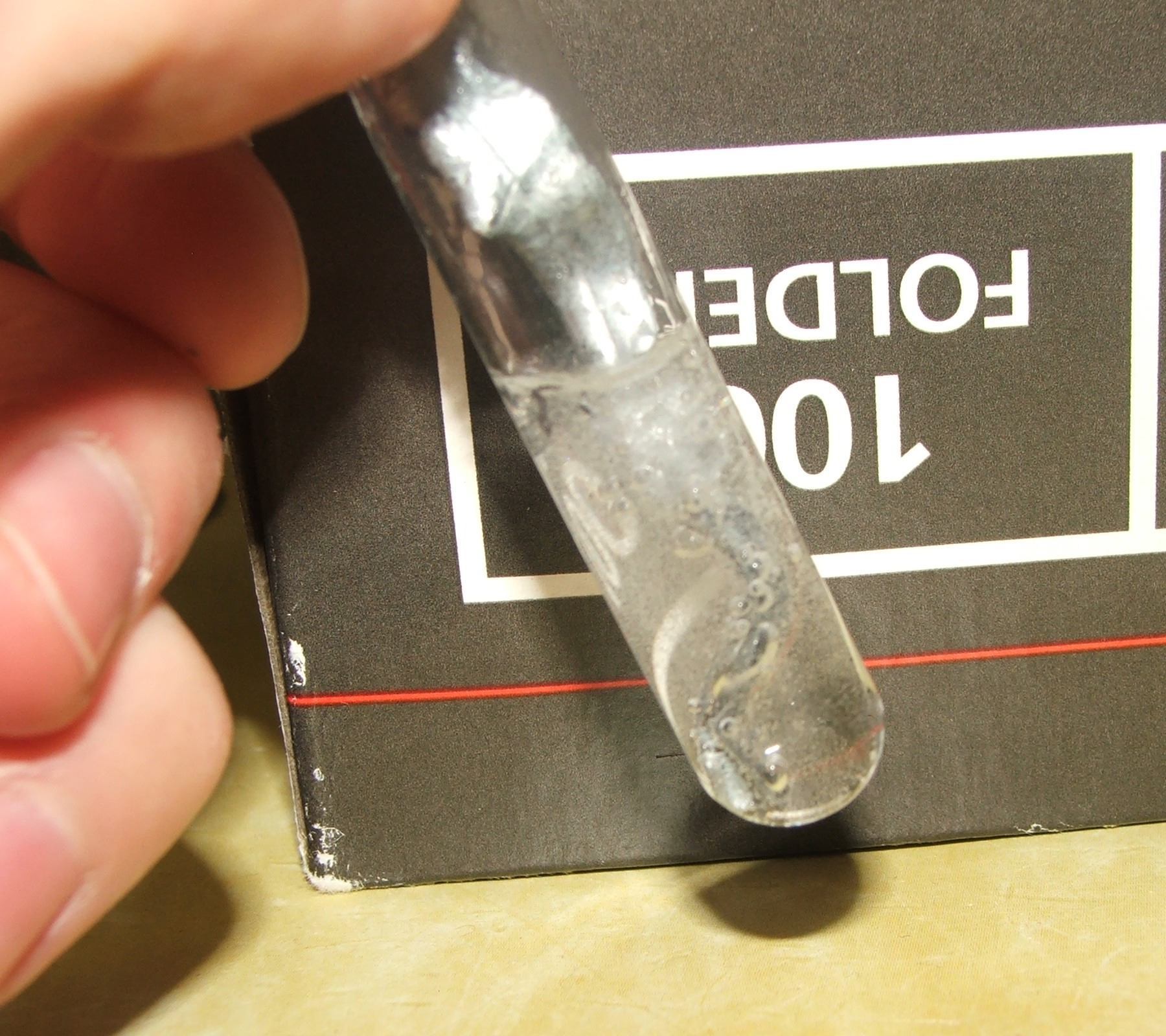
锌和酸反应产生氢气

### 实验室制备
在实验室里，氢可以通过活泼金属和稀酸反应，或者两性金属和碱的溶液反应得到。
{\displaystyle {\ce {Zn\ +H2SO4->ZnSO4\ +H2\uparrow }}}
{\displaystyle {\ce {2Al\ +2NaOH\ +6H2O->2Na[Al(OH)4]\ +3H2\uparrow }}}

### 水電解
對水進行電解.淡水.鹽水.海水.處理過的汙水,搭配相對的觸媒電極片,都能電解出氫氣，以很容易地製成氫氣。當低電壓的電流通過水的時候，氧氣會在陽極積累，而氫氣則在陰極積累。在製備氫氣作儲存之用時，陰極的材料一般選用鉑等惰性金屬，以避免與氫氣發生反應。如果製成的氫氣須要當場用來燃燒，則氧氣可助燃，所以陽極也應該用惰性金屬作為材料。理論上的最大能源效率，即產出的氫氣所含潛在能量佔投入電能的比例，為80%至94%。
{\displaystyle {\ce {2H2O->2H2\uparrow +O2\uparrow }}}
用鋁鎵合金製成的顆粒，加入水中，會產生氫氣。這一反應也會產生氧化鋁，但用於防止顆粒表面形成氧化層、成本較高的鎵在反應之後可以回收再用。這一反應有潛力成為氫能經濟的基礎，因為氫氣可以在現場生成，無須運輸。

### 工业生产
在眾多氫氣製備方法中，經濟效益最高的是從碳氫化合物中提取出氫氣。商業上，一般是對天然氣進行蒸汽重整來大規模生產氫氣。在高溫下（1000–1400K，700–1100°C，1300–2000°F），水蒸汽和甲烷會發生反應，產生一氧化碳和氫氣：
{\displaystyle {\ce {CH4 + H2O -> CO +3H2}}}
以上的反應在低壓進行時效率更高，但卻通常在高壓下進行（2.0MPa，20atm，600inHg），因為高壓氫氣是市場上最為普及，且變壓吸附純化系統更適合在高壓下工作。由於反應所產生的一氧化碳-氫氣混合物經常直接用於生產甲醇及其他相關的化合物，所以也稱為合成氣。甲烷以外的碳氫化合物也可以用來製造合成氣，但產物比例可能會有所不同。在缺水的情況下，焦炭就會形成，影響合成氣的產量：
{\displaystyle {\ce {CH4 -> C + 2H2}}}
因此，在進行蒸汽重整過程時，通常應注入過量的蒸汽。利用水氣轉移反應，並以氧化鐵作為催化劑，可從蒸汽中提取出更多的氫氣。蒸汽重整也是二氧化碳的一大工業來源：
{\displaystyle {\ce {CO + H2O -> CO2 + H2}}}
氫氣的其他生產方法還包括，碳氫化合物的部份氧化反應：
{\displaystyle {\ce {2CH4 + O2 -> 2CO + 4H2}}}
以及對煤炭反應的碳產物進行以上的轉移反應：
{\displaystyle {\ce {C + H2O -> CO + H2}}}
氫氣在生產後，有時會在同一道工業程序中直接被使用，期間不經分離。在用於生產氨的哈柏法中，氫氣是從天然氣中提取出來的。對鹽水進行電解，在產生氯氣的同時，也會生成氫氣作為副產品。

## 化学性质

### 氢气和单质反应

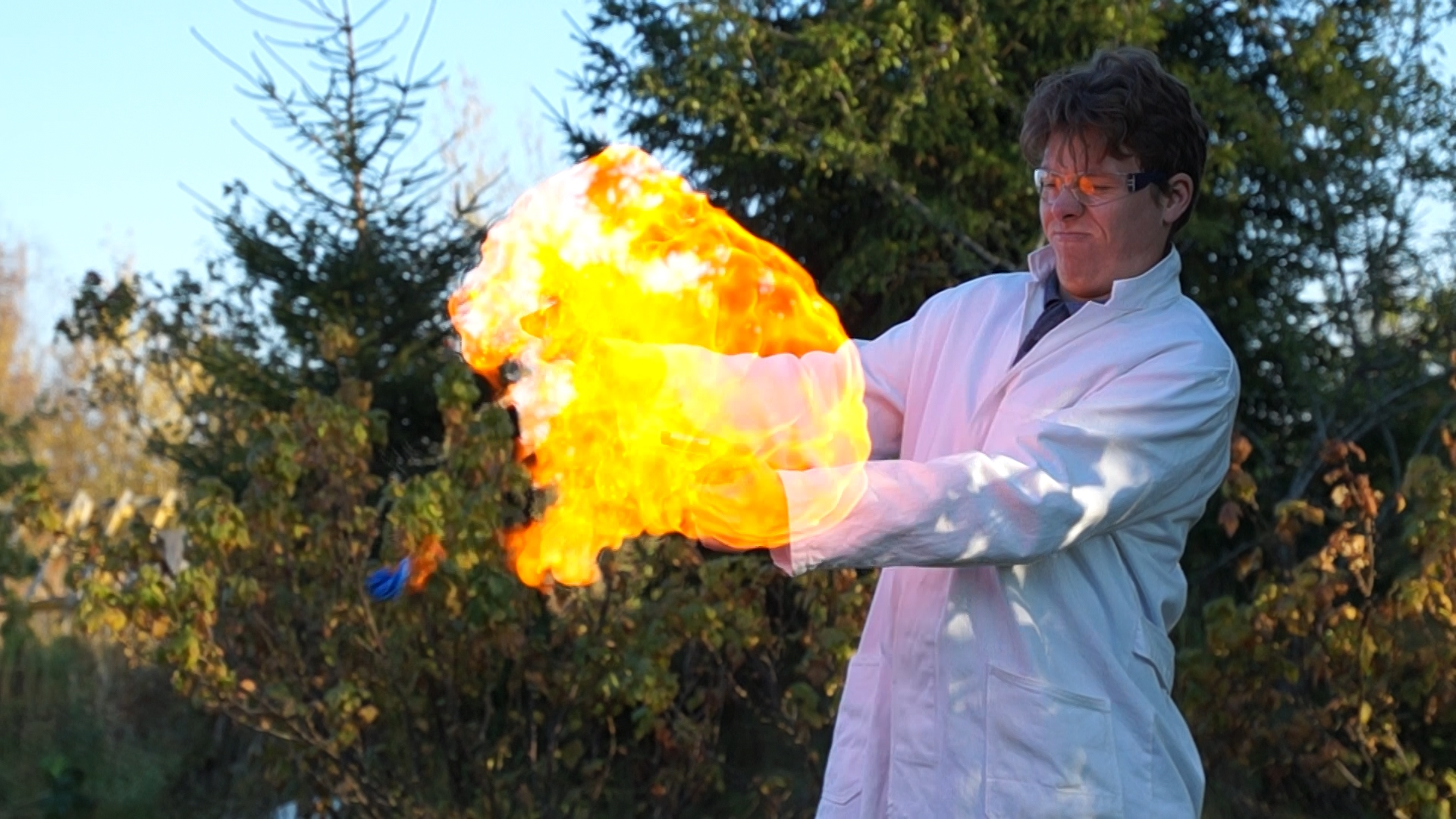
氢气球爆炸

氫氣的燃點雖然高達攝氏573.6度，由於氫氣的比熱低，只要吸收一點熱量，就能瞬間達到燃燒所需要的溫度，不過非發煙式且低於573.6°C的高溫不會使氫氣燃燒，所以說氫氣只是閃火點低
而氢气在普通条件下是动力学稳定的，如和氧气混合并无明显反应，但其混合物在火花的引发下会发生链式反应并爆炸。
{\displaystyle {\ce {2 H2 + O2 -> 2 H2O}}}
氢气和卤素也能直接反应，反应的剧烈程度随着卤素的活泼性的升高而加剧，如氢气和氯气反应可由光或热引发，而和氟气在黑暗处接触即可爆炸：
{\displaystyle {\ce {H2 + Cl2 -> 2 HCl}}}
{\displaystyle {\ce {H2 + F2 -> 2 HF}}}
除了非金属外，活泼金属（如钠、钙、铀等）也能和氢气反应，生成氢化物：
{\displaystyle {\ce {Ca + H2 -> CaH2}}}

### 氢气和金属化合物的反应
氢气可以将活动性顺序表中锰及锰之后的元素的氧化物还原为单质，对于变价金属也可以得到部分还原的物质，以氧化铁为例，被氢气还原在325 °C以下得到的是四氧化三铁，在此温度之上得到金属铁：
{\displaystyle {\ce {3 Fe2O3 + H2 -> 2 Fe3O4 + H2O}}}
{\displaystyle {\ce {Fe2O3 + 3 H2 -> 2 Fe + 3 H2O}}}
金属盐也可以被氢气还原，较为容易被还原的有氯化钯等物质，在溶液中即可反应：
{\displaystyle {\ce {PdCl2(aq) + H2 -> Pd v + 2 HCl}}}

### 氢分子配合物
H2可以直接作为配体，和金属形成配合物。例如氯化氢化双(dppe)铁和氟硼酸钠在氢气氛围中反应，可以得到H2配合物：
{\displaystyle {\ce {HFeCl(dppe)2 + NaBF4 + H2 -> [HFe(H2)(dppe)2]BF4 + NaCl}}}

### 氢气和有机物反应
不饱和烃如烯烃或炔烃可以和氢气发生加成反应得到相应的烷烃，这一反应通常由镍、铂催化剂催化；如果要完成部分氢化，可以采用林德拉催化剂，如毒化的Pd-CaCO3。
CH3CH2C≡CCH2CH3 + H2 —Lindlar cat.→ CH3CH2CH=CHCH2CH3
芳香烃作为不饱和烃的一种，也能和氢气发生加成反应，如果使用钌系催化剂，可以使反应停留在环己烯一步上：
C6H6 + 3 H2 —Ni→ C6H12
C6H6 + 2 H2 —Ru cat.→ C6H10

## 应用

### 礦物加工
石油和化學工業都需要大量的氫氣，其中以化石燃料加工及經哈伯法生產氨為主要應用。在石油化工廠中須消耗氫氣的過程有：加氫脫烷基反應、加氫脫硫反應和裂化反應等。氫氣可以用來對非飽和脂肪和油類進行氫化，增加飽和程度（如固體植物牛油），也可以用於生產甲醇和氫氯酸。氫氣可以對金屬礦物進行還原。
氫氣極易溶於許多稀土金屬和過渡金屬之中，同時也可溶於納米晶態和非晶態金屬。氫氣在金屬中的可溶性受到了晶格局部變形和雜質的影響。利用這一屬性，可將氫氣在高溫鈀圓盤上通過，提高氫氣的純度。不過，氫氣在金屬中的溶解會導致氫脆現象，使運輸管和儲存罐的設計更為複雜。

### 工業輔助物質
除了用在化學反應中以外，氫氣在物理學和工程學上也有廣泛的應用。它在一些焊接方法中可用作保護氣體，例如原子氫焊接法。氫氣的分子質量很低，因此它密度低，熱容量和熱導率亦為所有氣體中最高，很適合用作發電機的轉子冷卻劑。液氫可用於低溫物理學中，例如對超導現象的研究。
氫氣和氮氣混合後稱為合成氣體，可以作為示蹤氣體，用於探測微小的漏氣點，在汽車、化學、發電、航空航天和電信等工業中都有應用的空間。氫氣在許多國家屬於合法的食物添加劑（E 949），可以用來探測包裝有無洩漏，以及防止食物氧化。
氫可以用來飽和無定形碳和無定性矽的斷鍵（懸鍵），使物質屬性變得更加穩定。氫在各種氧化物材料中可以作為電子供體，包括：ZnO、SnO2、CdO、MgO、ZrO2、HfO2、La2O3、Y2O3、TiO2、SrTiO3、LaAlO3、SiO2、Al2O3、ZrSiO4、HfSiO4和SrZrO3等。
氘和氚同位素也有其各自的特殊應用。氘可用於核聚變反應中，也可用作核裂變反應的中子減速劑。化學和生物學都會利用氘化合物來研究各種化學反應的動力學同位素效應。核反應爐所產生的氚可以用來製造氫彈，在生物科學中用作同位素標識，以及在發光顏料中作為輻射源。
1990年國際實用溫標（ITS-90）把氫在平衡態下的三相點溫度定義為13.8033 K，從而為開爾文溫標定下了國際標準。

### 能量載體

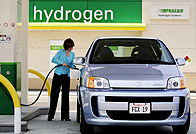
氫能車

氫本身並不是一種能源資源。但氫的質量密度很低，稍高於空氣密度的四分之一，所以歷史上有氣球和飛艇都曾經用氫氣來提供升力。但1937年的興登堡號空難造成36人死亡後，氫氣在載人飛艇及氣球填充上的應用已被較穩定的氦氣所完全取代。
利用氘或氚同位素來進行核聚變發電的技術，目前還遠沒有達到發展成熟的階段。雖然太陽的能量來自於氫的核聚變反應，但要在地球上穩定控制這一過程卻是極為困難的。用太陽能、電能或生物過程產生單質氫所需要的能量，比氫燃燒後所得的能量要高，所以氫只能是一種能量載體，就像電池一樣。氫可以取自甲烷等化石燃料，但這些燃料都屬於不可再生資源。
液氮和壓縮氫氣的單位體積所含能量密度比傳統燃料低得多，但單位質量所含能量密度卻更加高。氫氣被認為有潛力成為一種常用的能源載體，作為新的經濟基礎。舉例來說，在從化石燃料提取氫氣的同時，可以對二氧化碳進行收集及封存。汽車在燃燒氫氣時的污染較低，除一些氮氧化物以外，不會排放任何的碳。燃料電池將氫氣和氧氣轉化為電力，效率比內燃機更高。然而，要從現狀完全轉變到氫經濟，則需要龐大的基建成本。

### 醫療
2007年，太田成男发表了一项关于氢气可在医疗上扮演抗氧化剂角色的研究，其中指出氢气可选择性地减少具细胞毒性之氧自由基。但并无广泛承认的实验论证其为一种标准化的疗法，而有人以此行医，造成拖延疾病最终致死的案例。多地行政部门指出，类似于“氢氣机”、“水素水”等氢气疗法相关的产品并非合法医疗器材，亦不具医疗效果而属于欺诈产品。

### 食品生產
在食品生產業，氫氣也用於氫化處理過程。